# 魯帕斯卡山
12°33′15″S 75°45′17″W / 12.55417°S 75.75472°W
魯帕斯卡山（Ruphasqa），是秘魯的山峰，位於該國中南部利馬大區，由堯約斯省的萬坦區負責管轄，屬於秘魯中部山脈的一部分，海拔高度5,000米。